# 1 WALL
「1_WALL」（ワン ウォール）はガーディアン・ガーデン主催による写真とグラフィックデザインのコンテスト。
ひとつぼ展をリニューアルし、2009年より新しい公募展として開始された。グラフィック部門と写真部門の2部門があり、いずれもテーマ、手法は自由。年2回開催。応募料なし。

## コンテストの流れ
個展開催とパンフレット制作の権利をかけた公募展。グランプリに到達するまでに、一次審査、二次審査、「1_WALL」展と公開最終審査という3度の審査が待ち受ける。一次審査を通過した30名にはポートフォリオを介して審査員にプレゼンテーションする。そこを通過すると、次は展覧会と公開審査でのプレゼンテーション。個展に辿り着くまでには何度も作品と向き合うことになる。

## グランプリ受賞者一覧

### 写真部門
審査員：秋山伸、金村修、小林紀晴、鈴木理策、鷹野隆大、高橋朗、竹内万里子、土田ヒロミ、鳥原学、姫野希美、増田玲、町口覚、光田ゆり、飯沢耕太郎、沢山遼、田中義久、小原真史、野口理佳
- 第1回（2009年）仲山姉妹
- 第2回（2010年）横田大輔
- 第3回（2010年）金瑞姫
- 第4回（2011年）畑直幸
- 第5回（2011年）清水裕貴
- 第6回（2012年）熊谷勇樹
- 第7回（2012年）仲田絵美
- 第8回（2013年）黑田菜月
- 第9回（2013年）葛西優人
- 第10回（2014年）山下達哉
- 第11回（2014年）吉田志穂
- 第12回（2015年）青木陽
- 第13回（2015年）浦芝眞史
- 第14回（2016年）佐藤麻優子
- 第15回（2016年）田中大輔
- 第16回（2017年）千賀健史
- 第17回（2017年）川崎祐
- 第18回（2018年）中野泰輔
- 第19回（2018年）田凱
- 第20回（2019年）平本成海
- 第21回（2019年）Ryu Ika
- 第22回（2020年）伊藤安鐘
- 第23回（2021年）木原千裕
- 第24回（2022年）白井茜
- 第25回（2022年）岡崎ひなた

### グラフィック部門
審査員：居山浩二、大塚いちお、大原大次郎、柿木原政広、菊地敦己、小阪淳、佐野研二郎、高井薫、都築潤、長崎訓子、成田久、服部一成、平林奈緒美、ヒロ杉山、室賀清徳
- 第1回（2009年）我喜屋位瑳務
- 第2回（2010年）早崎真奈美
- 第3回（2010年）榊原美土里
- 第4回（2011年）石原一博
- 第5回（2011年）斉藤涼平
- 第6回（2012年）田中豪
- 第7回（2012年）大門光
- 第8回（2013年）下野薫子
- 第9回（2013年）寺本愛
- 第10回（2014年）Lee Kan Kyo
- 第11回（2014年）中島あかね
- 第12回（2015年）Aokid
- 第13回（2015年）谷口典央
- 第14回（2016年）関川航平
- 第15回（2016年）影山紗和子
- 第16回（2017年）時吉あきな
- 第17回（2017年）綾野本汰
- 第18回（2018年）平田尚也
- 第19回（2018年）西川友美
- 第20回（2019年）山内萌
- 第21回（2019年）田中義樹
- 第22回（2020年）ちぇんしげ